# Herbert Wehner

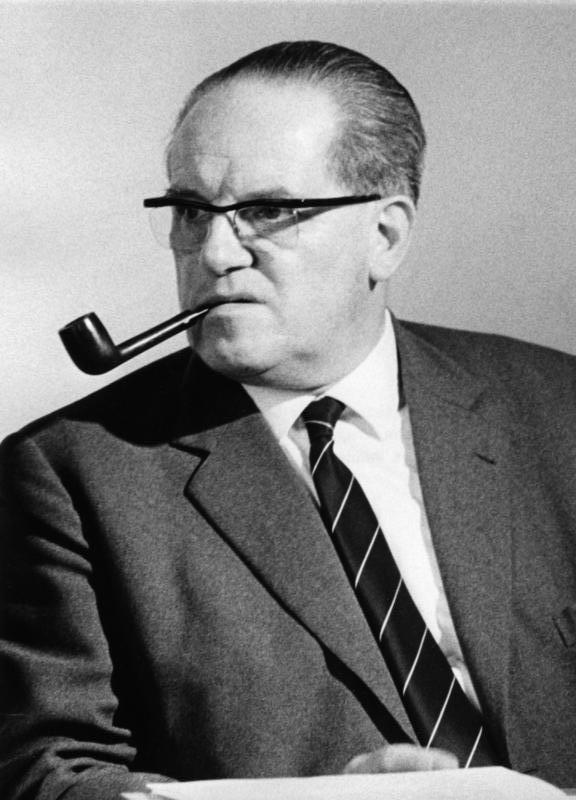
Herbert Wehner (1966)

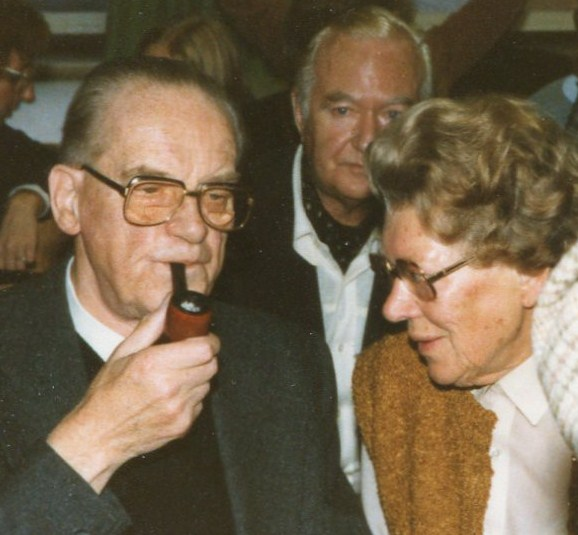
Herbert Wehner auf dem SPD-Landesparteitag in Hamburg 1981 mit Thea Asmus (im Hintergrund Rolf Meinecke). Bis 1985 hatte der Tabakpfeifensammler Wehner über 150 Einzelstücke zusammengetragen

Richard Herbert Wehner (* 11. Juli 1906 in Dresden; † 19. Januar 1990 in Bonn) war ein deutscher Politiker (KPD 1927–1942, SPD ab 1946). Er war 1949 bis 1983 Mitglied des Bundestages, von 1966 bis 1969 Bundesminister für gesamtdeutsche Fragen und danach von 1969 bis 1983 Vorsitzender der SPD-Bundestagsfraktion.
Nach anfänglicher Mitgliedschaft in der sozialdemokratischen Jugendorganisation SAJ wechselte Herbert Wehner zunächst 1923 zu den jungen Anarchosyndikalisten der SAJD, die er 1926 verließ, um Mitglied einer anarchistischen Organisation zu werden. Nachdem er auch diese wieder verlassen hatte, trat er 1927 der Kommunistischen Partei Deutschlands (KPD) bei, war 1930 bis 1931 kurzzeitig deren Landtagsabgeordneter in Sachsen und stieg im Exil zum Mitglied des Zentralkomitees der KPD auf. Nach der Machtübernahme der Nationalsozialisten in Deutschland gehörte er ab 1933 der Widerstandsbewegung an, organisierte Untergrundarbeit und befand sich von 1935 bis 1946 im Exil, von 1937 bis 1941 im Hotel Lux in Moskau. Den stalinistischen Säuberungen entging Wehner nicht. Er erlebte sie nicht nur als Zeuge, sondern er wurde auch selbst in eine Untersuchung verwickelt und machte seinerseits Angaben zum Verhalten anderer deutscher Kommunisten. 1941 wurde er nach Schweden geschickt, um von dort aus den kommunistischen Widerstand gegen das NS-Regime in Deutschland anzuleiten; dadurch ergab sich die Gelegenheit, der Sphäre von Gefahr und Verrat zu entkommen. 1942 wurde Wehner verhaftet und erlebte das Kriegsende in einem schwedischen Gefängnis. In dieser Zeit wurde er unter dem Vorwurf, sich dem Parteiauftrag entzogen zu haben, aus der KPD ausgeschlossen.
1946 nach Hamburg gekommen, wo er auch als Redakteur tätig wurde, wurde Wehner zu einem der führenden Mitglieder der Sozialdemokratischen Partei Deutschlands. Wegen seiner Vergangenheit blieb er aber offiziell meist in der zweiten Reihe, etwa als stellvertretender Partei- und Fraktionsvorsitzender. Auch wenn er erst spät zu den Reformern stieß, unterstützte er als Parteiorganisator maßgeblich den Wechsel der Partei weg von einer Klientelpartei hin zu einer Volkspartei und das Bekenntnis zu Westintegration, Marktwirtschaft und Bundeswehr (Godesberger Programm). Nachdem die SPD 1982 die Macht im Bund verloren hatte, kandidierte Wehner bei der folgenden Bundestagswahl 1983 nicht mehr für den Bundestag, womit er auch sein Amt als Fraktionsvorsitzender aufgab.

## Leben

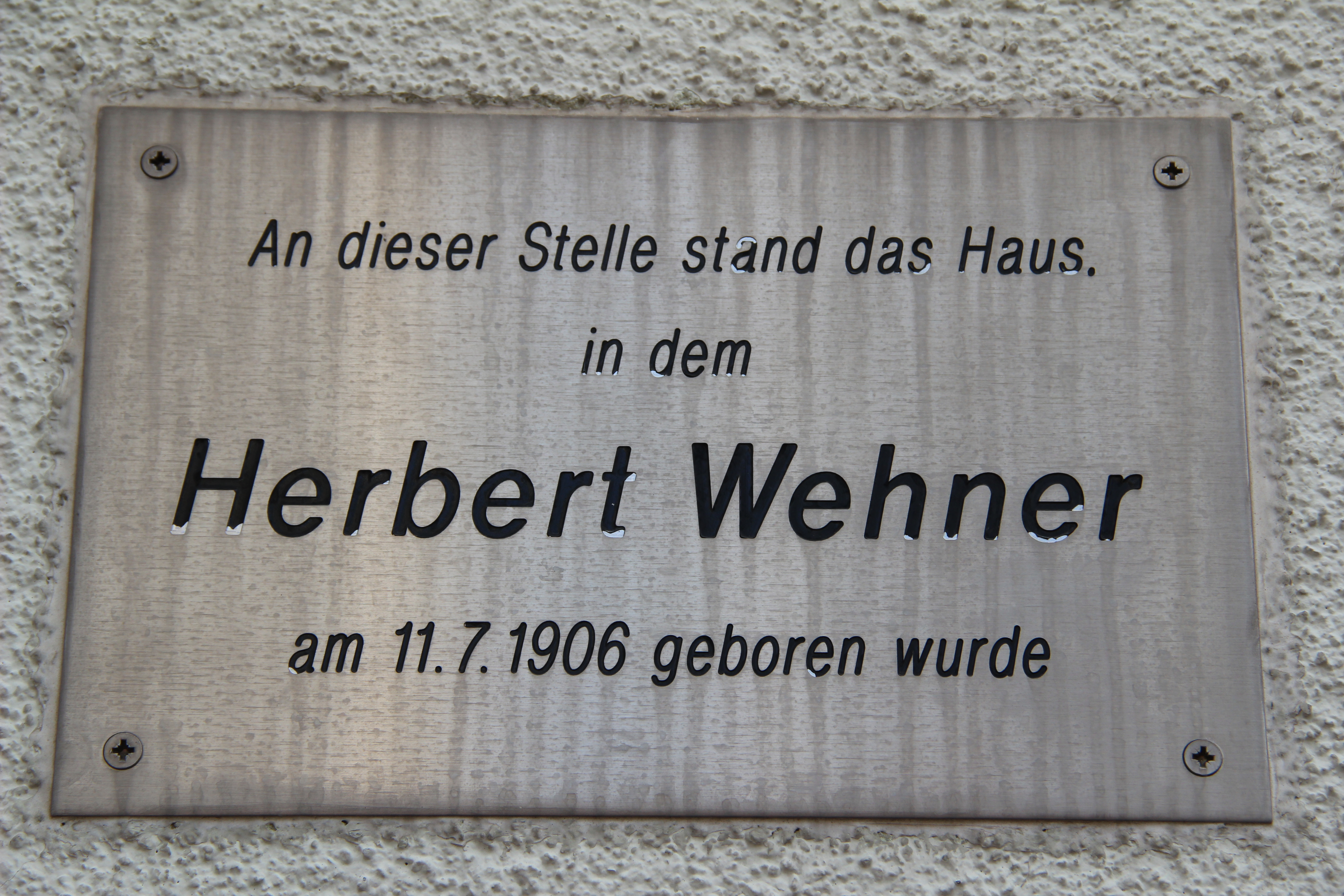
Gedenkplakette am heutigen Haus Spenerstraße 13 in Dresden-Striesen

Herbert Wehner wurde als Sohn des Schuhmachers Robert Richard Wehner (1881–1937) und dessen Ehefrau, der Schneiderin Alma Antonie Wehner, geborene Diener (1881–1945), im Haus Spenerstraße 13 im Dresdner Stadtteil Striesen geboren. Sein Vater war Soldat im Ersten Weltkrieg und trat danach in einen lockeren Zusammenschluss von sozialdemokratischen, sozialistischen und kommunistischen Soldaten ein.
Herbert Wehner war evangelisch und dreimal verheiratet: 1927 heiratete er die Schauspielerin Lotte Loebinger (1905–1999). In zweiter Ehe war er ab 1944 mit Charlotte Burmester, geborene Clausen, verheiratet, der Witwe des kommunistischen Widerstandskämpfers Carl Burmester. Nach deren Tod 1979 heiratete er 1983 ihre Tochter – also seine Stieftochter – Greta Burmester, damit auch diese versorgt sei. Sie hatte ihrem Stiefvater schon Jahrzehnte als Sekretärin und Betreuerin gedient und dafür ihren Beruf aufgegeben. Nach Wehners Tod und der Wiedervereinigung Deutschlands zog Greta Wehner nach Dresden und gründete im Mai 2003 die Herbert-und-Greta-Wehner-Stiftung.
Wehner starb am 19. Januar 1990 im Alter von 83 Jahren, nachdem er viele Jahre an Multiinfarktdemenz gelitten hatte, welche durch seinen Diabetes ausgelöst worden war. Es handelte sich um eine diabetische Durchblutungsstörung des Stammhirnes. Zur Ehrung seiner Lebensleistung fand am 25. Januar 1990 ein Trauerstaatsakt in Bonn statt. Seine sterblichen Überreste fanden ihre letzte Ruhe neben denjenigen seiner zweiten Frau Charlotte Burmester auf dem Burgfriedhof in Bonn-Bad Godesberg.

### Ausbildung und frühe politische Betätigungen
Wehner besuchte eine Seminarvor- und Realschule. Noch zu seiner Schulzeit war Wehner Mitglied in der SPD-nahen Sozialistischen Arbeiterjugend (SAJ), Ortsgruppe Striesen-West geworden. 1923 trat er aus, um Mitglied der anarchosyndikalistischen Jugendgruppe Syndikalistisch-Anarchistische Jugend Deutschlands (SAJD) zu werden. Als Grund für seinen Entschluss, der Sozialdemokratie zunächst den Rücken zu kehren, gab er später an, die SPD habe den Einmarsch der Reichswehr in sein Heimatland Sachsen unterstützt und damit Verrat an der Einheitsfront begangen. Die Reichsregierung unter Gustav Stresemann hatte in diesem Jahr Truppen nach Sachsen geschickt, um die Koalition aus SPD und KPD in der sächsischen Landesregierung zu beenden. Innerhalb der SAJD wurde er 1925 u. a. zur V. Reichskonferenz als Delegierter entsendet. Mit der Gesamt-SAJD geriet er schnell in Konflikt. Unter anderem warb er für den bewaffneten, revolutionären Kampf (den die SAJD in der Mehrheit ablehnte) und wandte sich gegen einen gewerkschaftlichen Kurs, der ihm als zu reformistisch galt. Unter Wehners Einfluss trat die gesamte Gruppe Dresden-Ost im Februar 1926 aus der SAJD aus, formierte sich als „Anarchistische Tatgemeinschaft“ neu und trat geschlossen der Roten Hilfe bei. Diese anarchistische Gruppe, die sich als bakuninistisch verstand, gab im Jahr 1926 die Zeitung „Revolutionäre Tat“ heraus, deren Artikel zum überwiegenden Teil von Wehner stammten.
Nach der mittleren Reife 1924 begann Wehner eine kaufmännische Lehre in Dresden. Wegen seiner radikalen politischen Betätigung verlor er 1926 seine Anstellung.
Im August 1925 lernte er Erich Mühsam auf einer antimilitaristischen Kundgebung in Dresden kennen. Gemeinsame Arbeit unter anderem an Solidaritätskampagnen für den Rätekommunisten Max Hölz intensivierten ihr Verhältnis. Mitte 1926 zog Wehner, der volks- und betriebswirtschaftliche Studien betrieb, in Mühsams Wohnung und wirkte an dessen Zeitung Fanal mit. Ebenso engagierte sich Wehner in dieser Zeit mehrfach als Redner für die Anarchistische Vereinigung Berlin (AVB) und wirkte an der Zeitung Der Freie Arbeiter mit, dem Organ der Föderation kommunistischer Anarchisten Deutschlands. Im Frühjahr 1927 wandte sich Wehner dann jedoch gegen Mühsam, da dieser ihm eine journalistische Mitarbeit im Fanal verwehrte. Nach Wehners Auszug im März bezichtigte Mühsam Wehner, die Kasse und die Mitgliedkarteien der AVB entwendet zu haben.
1927 wurde Wehner Mitglied der KPD und noch im selben Jahr hauptamtlicher Sekretär der Roten Hilfe Deutschlands in Dresden. Es folgte ein schneller Aufstieg innerhalb der Parteiorganisation. Er wurde im Juni 1930 in den Sächsischen Landtag gewählt und war dort bis 1933 der jüngste Abgeordnete überhaupt. Im Landesparlament wurde er – gefördert von Rudolf Renner, dem politischen Leiter des KPD-Bezirks Sachsen – sofort stellvertretender Fraktionsvorsitzender. Auch in der sächsischen Parteiorganisation übernahm Wehner seit 1929 wichtige Funktionen. Dieser rasche Aufstieg endete allerdings abrupt, als Renner im Februar 1931 abgelöst wurde. Der neue Bezirkschef Fritz Selbmann sorgte Anfang März 1931 nicht nur für Wehners Entfernung aus allen Parteifunktionen, sondern auch für dessen Abberufung aus Sachsen. Wehner legte im Juni 1931 – nach wiederholten Aufforderungen der Partei – auch sein Landtagsmandat nieder und übersiedelte nach Berlin. Dort erhielt er keine politische Parteifunktion, sondern übernahm als Angestellter der von August Creutzburg geleiteten Organisationsabteilung des Zentralkomitees ein Jahr lang nachrangige Aufgaben, bevor er im Juli oder August 1932 zum Technischen Sekretär des Politbüros ernannt wurde. Als solcher bereitete er die Sitzungen des Politbüros vor und führte dabei Protokoll.
Nach dem Reichstagsbrand ging Wehner in den Untergrund, wo er als Leiter des „Verbindungswesens“ für die Weitergabe der Anweisungen der Parteiführung an die Parteibezirke verantwortlich war. Bis zum Herbst 1933 verließen alle führenden Mitglieder der KPD mit Ausnahme des Thälmann-Nachfolgers John Schehr Deutschland. Der noch von Schehr im Oktober 1933 eingesetzten Inlandsleitung gehörte neben Wilhelm Kox, Siegfried Rädel, Robert Stamm, Lambert Horn und einigen anderen auch Wehner an. Als Oberberater leitete Wehner wichtige Parteibezirke wie Berlin-Brandenburg und Wasserkante an. Ab Juni 1934 war er in gleicher Funktion im Saargebiet tätig, wo er mit dem für den KJVD zuständigen Oberberater Erich Honecker zusammenarbeitete. 1935 wurde Wehner in Prag verhaftet und in die Sowjetunion abgeschoben. Hier nahm er am VII. Weltkongress der Kommunistischen Internationale teil. Wehner, der 1934/35 die Gruppe um Walter Ulbricht und Wilhelm Pieck bei den Auseinandersetzungen mit der „linken“ Mehrheit der Parteiführung (Hermann Schubert, Fritz Schulte, Wilhelm Florin, Franz Dahlem und andere) unterstützt hatte, wurde auf der Brüsseler Konferenz in das Zentralkomitee gewählt und gleichzeitig Kandidat des Politbüros. Er verließ die Sowjetunion im November 1935 mit dem Auftrag, die neue politische Linie bei den KPD-Abschnittsleitungen in Westeuropa durchzusetzen.

### Moskauer Exil (1937 bis 1941)
Im Januar 1937 wurde Wehner nach Moskau beordert. Sein Deckname, unter dem er auch eine Reihe von Beiträgen in der in Moskau erscheinenden deutschsprachigen Parteizeitung Deutsche Zentral-Zeitung (DZZ) veröffentlichte, war Kurt Funk. Er wohnte im Emigranten-Hotel Lux. Wehner entging Stalins Großem Terror, dem sehr viele deutsche Exil-Kommunisten zum Opfer fielen. Historische Forschungen haben ergeben, dass er seinerseits in Moskau sowjetischen Dienststellen Material über politische „Verfehlungen“ deutscher Kommunisten zur Verfügung stellte, die dann Opfer des Großen Terrors wurden.
Die belastenden Unterlagen in Moskau wurden in zwei Büchern von Reinhard Müller und danach vom Spiegel nach Wehners Tod dokumentiert. Die wichtigsten Sachverhalte betreffen folgende Personen:
- Helmut Weiß, ein nach Moskau emigrierter junger jüdischer Dresdner Schriftsteller, KPD-Mitglied, wurde zu zehn Jahren Gulag verurteilt, nachdem Wehner 1937 die „entsprechende Instanz“, das hieß nach den Umständen die stalinistische Geheimpolizei NKWD, aufgefordert hatte, Weiß und sein „schädliches Buch“ zu untersuchen.[15]
- 1937 belastete Wehner beim NKWD unter Druck siebzehn Personen in der UdSSR, in Verbindung zum Kreis Wollenberg-Laszlo in Prag zu stehen. Er setzte sie damit der Gefahr aus, verhaftet, verbannt und unter Umständen erschossen zu werden.[16]
- Auch Grete Wilde und Georg Brückmann (Deckname: Albert Müller), die Mitglieder der Kaderabteilung der Kommunistischen Internationale (Komintern) gewesen waren, hatten ihrerseits Wehner belastet. Im Gegenzug warf Wehner ihnen „Verstöße gegen die Wachsamkeit zum Schutze der Sowjetunion“ und gegenüber „feindlichen Elementen“ sowie eine „ungewöhnlich liberale Haltung gegenüber stark verdächtigen Personen“ vor. Wilde starb 1943 in einem Gefangenenlager; Brückmanns Lebensspur verliert sich im Gulag.[17]
- Leo Flieg wurde am 14. März 1939 vom Obersten Gericht der UdSSR zum Tode verurteilt und einen Tag später in Moskau hingerichtet.[18]
- Erich Birkenhauer, früherer Sekretär Ernst Thälmanns, dem Wehner eine Mitschuld an der Verhaftung Thälmanns nachgesagt hatte, wurde am 8. September 1941 in Orjol hingerichtet.[18]
- Hugo Eberlein wurde am 16. Oktober 1941 in Moskau erschossen.[18]
- Wiederholt machte Wehner in den ihm abverlangten „Expertisen“ auf Max Diamant aufmerksam, ein Mitglied der SAP-Führung und Vertrauten Willy Brandts. Wehner denunzierte ihn als „entschiedenen Trotzkisten, gefährlich und konspirativ“. Zwar konnte das NKWD seiner nicht habhaft werden, da er sich im französischen Exil befand, doch lebten – wie ebenfalls Wehner dem Geheimdienst mitteilte – seine Eltern Michail und Anna Diamant in der UdSSR. Der Vater wurde 1937 verhaftet und kam ums Leben.[19]

### Exil in Schweden (1941 bis 1945) und Rückkehr
1941 reiste Wehner mit Parteiauftrag ins damals neutrale Schweden, wo er als Viskose- und wissenschaftlicher Hilfsarbeiter tätig wurde. Er sollte sich von dort aus mittels Gewährsleuten nach Deutschland schleusen lassen, um dort den kommunistischen Widerstand gegen den Nationalsozialismus zu organisieren. 1942 wurde er in Stockholm verhaftet und wegen Spionage zunächst zu einem Jahr Gefängnis, dann im Berufungsverfahren zu einem Jahr Zuchthaus verurteilt. Einer seiner Zellennachbarn im Zentralgefängnis Långholmen war Arno Behrisch.
Vielfach wird davon ausgegangen, dass Wehner die schwedische Strafverfolgung dazu genutzt hat, sich dem Parteiauftrag, den kommunistischen Widerstand in Deutschland zu organisieren, zu entziehen. Daraufhin wurde er durch das Politbüro der KPD unter Leitung Wilhelm Piecks aus der KPD ausgeschlossen. Während seiner Internierung vollzog sich nach seinem eigenen Bekunden sein Bruch mit dem Kommunismus.

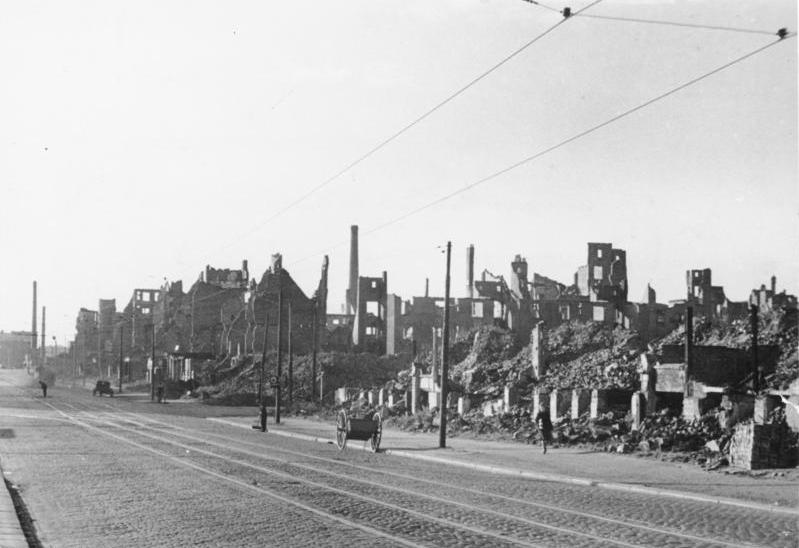
Kriegsfolgen: Ruinen in Hamburg (1947)

1946 kehrte er nach Deutschland zurück und wurde im Oktober desselben Jahres Mitglied der SPD in Hamburg. Bei seinem Aufnahmegespräch prophezeite Wehner die ihm wegen seiner kommunistischen Vergangenheit drohende Ablehnung mit den Worten: „Sie werden mir die Haut vom lebenden Leibe abziehen.“ Wehner war hier auch als außenpolitischer Redakteur für die sozialdemokratische Zeitung Hamburger Echo tätig. Er gehörte schon bald zum engsten Kreis um den SPD-Vorsitzenden Kurt Schumacher. 1948 wurde Wehner Mitglied des Bezirksvorstandes der SPD in Hamburg, danach auch Mitglied des Landesverbandes.

### Bundestagsabgeordneter und Bundesminister
Bei der Bundestagswahl 1949 wurde er als Abgeordneter für den Wahlkreis Hamburg VII in den Deutschen Bundestag gewählt. Für diesen Wahlkreis (später Wahlkreis 19/Harburg bzw. Bundestagswahlkreis Hamburg-Harburg genannt) war er bis 1983 direkt gewählter Bundestagsabgeordneter. Zudem war er von 1957 bis 1958 sowie von 1964 bis 1966 stellvertretender Vorsitzender der SPD-Bundestagsfraktion. Von 1958 bis zu seinem Verzicht auf das Amt 1973 war er außerdem stellvertretender Bundesvorsitzender der SPD.
Am 22. März 1950 wurde er von Bundestagspräsident Erich Köhler wegen unparlamentarischen Verhaltens für zehn Sitzungstage ausgeschlossen. Es kursiert die Erzählung, Wehner hätte einen Abgeordneten „zusammengeschlagen“; in Wirklichkeit spielte es sich aber wie folgt ab: Eine Gruppe von SPD-Abgeordneten unter der Führung von Wehner und Rudolf-Ernst Heiland hatte den wegen antisemitischer Äußerungen aufgefallenen und aufgrund ständiger Störungen aus dem Plenum ausgeschlossenen Abgeordneten Wolfgang Hedler aus dem Ruheraum für Abgeordnete verjagt. Dabei war Hedler eine Treppe heruntergefallen und hatte sich leicht verletzt. Hedler hätte sich als ausgeschlossener Abgeordneter nicht im Ruheraum aufhalten dürfen.
Von 1949 bis zu seiner Berufung zum Bundesminister für gesamtdeutsche Fragen im Jahr 1966, was er bis 1969 blieb, war Wehner Vorsitzender des Bundestagsausschusses für gesamtdeutsche und Berliner Fragen, von Juni 1956 bis 1957 stellvertretender Vorsitzender des Ausschusses für auswärtige Angelegenheiten. Von 1953 bis 1966 saß Wehner dem Arbeitskreis für Außenpolitik und Gesamtdeutsche Fragen der SPD-Fraktion vor.
Von 1952 bis 1958 war Wehner zudem Mitglied des Europäischen Parlaments, bis 1957 Mitglied der Gemeinsamen Versammlung der Europäischen Gemeinschaft für Kohle und Stahl (Montanunion).
Auf Wehners Idee geht auch der 17. Juni als Tag der deutschen Einheit zurück. Nach dem Aufstand vom 17. Juni 1953 schlug die CDU/CSU-Bundestagsfraktion am 24. Juni 1953 einen „Nationalen Gedenktag“ vor, und schon wenige Tage später forderte die SPD, den 17. Juni zum „Nationalfeiertag“ zu erheben. In einer Ausschusssitzung am 2. Juli 1953 sprach die CDU unter Führung von Konrad Adenauer sich zunächst gegen den Feiertag aus. Der 17. Juni solle lediglich ein Nationaler Gedenktag des deutschen Volkes werden. Die oppositionelle SPD, angeführt von ihrem Ausschussvorsitzenden Herbert Wehner, bestand jedoch auf der Einführung eines Feiertages. Herbert Wehner war es, der den Namen „Tag der deutschen Einheit“ vorschlug.
Wehner war zum erheblichen Teil an der innerparteilichen Durchsetzung des Godesberger Programms beteiligt, durch das sich die SPD 1959 endgültig vom Marxismus abwandte und auch programmatisch zur Volkspartei entwickelte. Mit seiner Grundsatzrede vor dem Bundestag am 30. Juni 1960 läutete er auch den außenpolitischen Kurswechsel der SPD hin zur Westbindung und Anerkennung der Mitgliedschaft in der NATO ein.

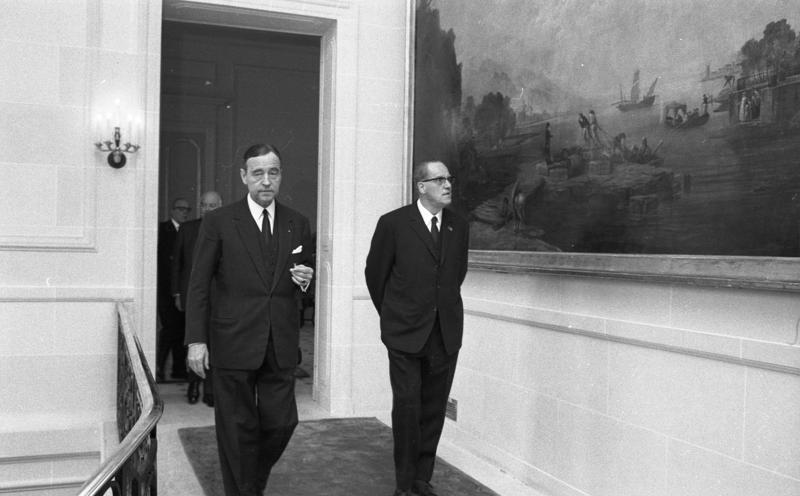
Bundesminister Herbert Wehner (rechts) mit dem deutschen Botschafter Manfred Klaiber bei der Einweihung des Palais Beauharnais (1968)

Im Kabinett der Großen Koalition unter Bundeskanzler Kurt Georg Kiesinger wurde Wehner 1966 Bundesminister für gesamtdeutsche Fragen; in diesem Amt hatte er beträchtlichen Anteil am Freikauf politischer Häftlinge aus der DDR. Wehner war 1966 dazu bereit, für die Bildung der Großen Koalition das Mehrheitswahlrecht zu unterstützen, gegen das die SPD traditionell opponiert hatte. Der SPD-Parteitag von 1968 verschob die Reform allerdings. Wie Erich Mende mögen viele im Verhalten der Sozialdemokraten einen „glänzenden Schachzug“ Wehners gesehen haben: Die SPD-Führung habe die Union über die Wahlrechtsreform getäuscht, um in die Regierung zu kommen.
Der sozialdemokratische Chefstratege war tatsächlich nicht schuldlos an Irritationen über seine Haltung. Noch nach der Bundestagswahl 1969 behauptete Wehner, er sei für ein relatives Mehrheitswahlrecht, beschimpfte aber gleichzeitig das von der CDU gewünschte Junktim zwischen Großer Koalition und Wahlreform, zum Beispiel in einem Interview am Abend der Bundestagswahl 1969 mit den oft zitierten Worten: „… das war schon Quatsch vor der Wahl, und das ist jetzt noch ‚quätscher‘, … nach der Wahl.“

### SPD-Fraktionsvorsitz 1969–1983

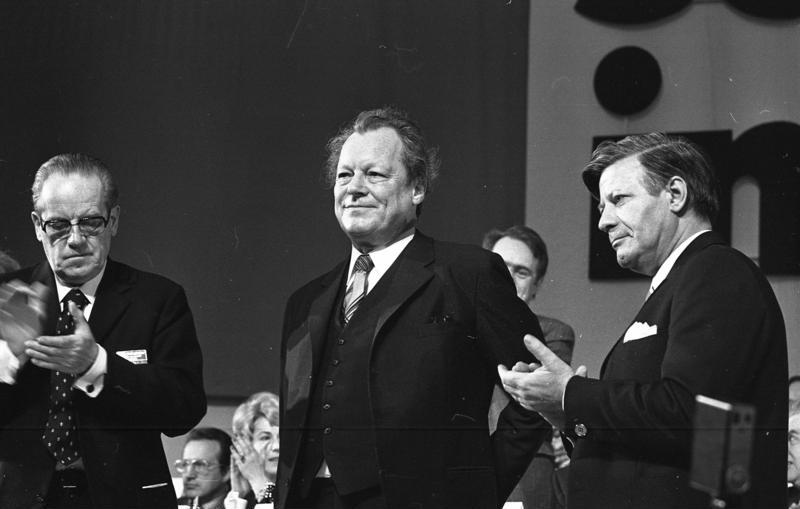
SPD-Parteitag (von links): Herbert Wehner, Willy Brandt und Helmut Schmidt (April 1973)

Wehner hätte wohl gern auch nach 1969 die Große Koalition mit der Union fortgesetzt, da er nicht sicher war, ob seine Partei die Rolle des führenden Regierungspartners würde übernehmen können. Er folgte aber loyal Brandts Kurs einer sozialliberalen Koalition und wechselte auf den Wunsch Helmut Schmidts vom Kabinett an die Spitze der SPD-Fraktion. Dort blieb er während der gesamten Dauer dieser Koalition. Er erwarb sich schnell den Ruf eines „Zuchtmeisters“, der die Fraktion an der Seite der von Bundeskanzler Brandt geführten Regierung hielt.
Wehner hatte einen Anteil daran, dass Brandt trotz einer knappen und bröckelnden Parlamentsmehrheit sein Amt nicht verlor. Als CDU-Chef Rainer Barzel im April 1972 versuchte, sich vom Bundestag zum Kanzler wählen zu lassen, ordnete Wehner das Fernbleiben der Fraktion von der Abstimmung an. Mit einer Ausnahme stimmten von der SPD nur die Mitglieder der Regierung ab. Dadurch verhinderte Wehner einen von ihm befürchteten Stimmenkauf der Opposition unter Mitgliedern der Fraktion. Barzel fehlten schließlich wider Erwarten zwei Stimmen zur notwendigen Mehrheit und drei Stimmen bezüglich seiner vorherigen Berechnungen. Wehner selbst gab in einem Fernsehinterview 1980 zu, dass dieser Erfolg nicht rechtmäßig zustande gekommen wäre, wollte sich aber nicht zu den genaueren Umständen äußern:

„Ich denke nicht daran, weil dann die besondere Seite unserer Demokratie zum Vorschein kommt; dann werde ich fortgesetzt vor Gerichte geschleppt. Nein, nein, dies war schmutzig, und das mußte man wissen. Ein Fraktionsvorsitzender muß wissen, was geschieht und was versucht wird, um einer  Regierung den Boden unter den Füßen wegzuziehen. Die Regierung selber muß das alles gar nicht wissen.“

Allerdings war Wehner nicht unbedingt mit Brandts Amtsführung zufrieden. Besonders nach der gewonnenen Bundestagsneuwahl Ende 1972, der Abrundung der Neuen Ostpolitik und dem Stocken der innenpolitischen Reformen (auch aus finanziellen Gründen, siehe Ölkrise 1973) schien Brandt der ursprüngliche Elan abhandengekommen zu sein.
Als Brandt 1974 im Laufe der Guillaume-Affäre unter Druck geriet, schien die Haltung Wehners großen Einfluss darauf gehabt zu haben, dass Brandt zurücktrat. Brandt hätte Kanzler bleiben können, und Wehner sagte ihm zu, ihn dabei zu unterstützen, wenn Brandt um sein Amt kämpfe. Teilweise wird behauptet, dass Brandt befürchtete, die DDR habe belastendes Material über seinen Lebenswandel. Jedenfalls war anlässlich Brandts Rücktritt für die Öffentlichkeit der Unterschied deutlich zwischen einem Brandt-Anhänger wie Egon Bahr, der Tränen vergoss, und Wehner, dem die Regierungsbeteiligung der SPD wichtiger war als die Kanzlerschaft Brandts. Überliefert sind Wehners Äußerungen „Der Herr badet gern lau“ und „Was der Regierung fehlt, ist ein Kopf“. Diese Zitate wurden später relativiert. Die Äußerung „Der Herr badet gerne lau“ soll erst auf dem Rückflug in vertraulicher Runde gefallen sein, und die Schlagzeile „Was der Regierung fehlt, ist ein Kopf“ war eine sinnentstellende Verstümmelung eines längeren Relativsatzes, der in etwa so klang: „Was der Regierung fehlt ist ein Kopf, der weder Außenminister noch Finanzminister sein will“.
Nach Darstellung von Egon Bahr soll Wehner sogar gegen Brandt mit Erich Honecker zusammengearbeitet haben, um dafür zu sorgen, „dass die deutsche Teilung unbegrenzt erhalten blieb“. Hans-Jürgen Wischnewski soll als Ohrenzeuge eines Telefonanrufs von Honecker bei Wehner zu Bahr gesagt haben: „Du, nach dem, wie der Onkel (Anmerkung: gemeint ist Wehner) gesprochen hat, weiß ich nicht, wo dessen Loyalität liegt.“ Brandt blieb Parteivorsitzender, Bundesminister Helmut Schmidt übernahm die Kanzlerschaft, und beides soll von Wehner gewünscht gewesen sein.

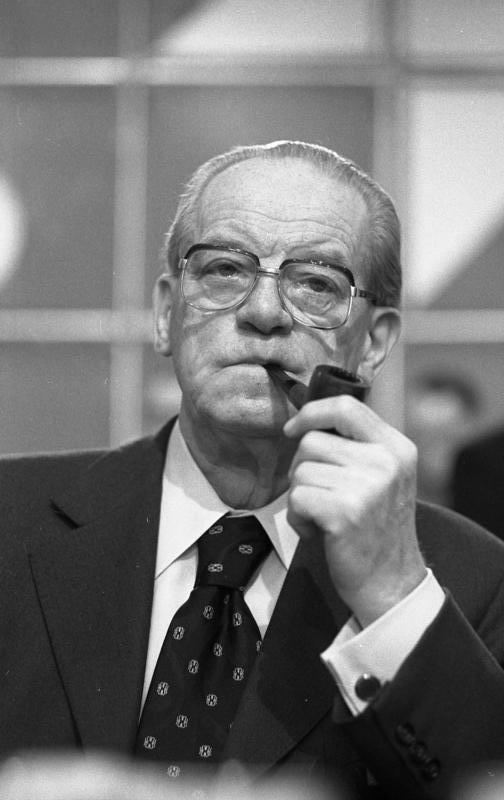
Herbert Wehner auf dem SPD-Parteitag (1979)

Am 30./31. Mai 1973 reiste Wehner zusammen mit FDP-Fraktionschef Wolfgang Mischnick zu einem geheimen Treffen mit Erich Honecker in die DDR. Auf Schloss Hubertusstock in der Schorfheide wurden humanitäre Fragen der deutsch-deutschen Beziehungen erörtert. In diesem Jahr initiierte Wehner auch die Gründung der Arbeitsgemeinschaft für Arbeit (AfA), um den Interessen der Arbeitnehmer in der Volkspartei SPD wieder ein schärferes Profil zu verleihen.
Dem 1980 gewählten neunten Deutschen Bundestag gehörte er als Alterspräsident an. Wehner gehörte neben Ludwig Erhard, Hermann Götz, Gerhard Schröder (alle CDU), Richard Jaeger, Franz Josef Strauß, Richard Stücklen (alle CSU), Erich Mende (FDP, später CDU), Erwin Lange und R. Martin Schmidt (beide SPD) zu den zehn Abgeordneten, die ununterbrochen während der 25 Jahre seit der ersten Bundestagswahl 1949 dem Parlament angehörten.
Mit dem Bruch der sozialliberalen Koalition am 17. September 1982 und der Wahl von Helmut Kohl zum Bundeskanzler am 1. Oktober 1982 fungierte Wehner für einige Monate als Oppositionsführer. Infolge des Regierungswechsels kam es bereits im März 1983 zu Neuwahlen, bei denen Wehner aus Alters- und Gesundheitsgründen nicht mehr für den Bundestag kandidierte. SPD-Kanzlerkandidat war Hans-Jochen Vogel, der ihm nach der Wahl als Fraktionsvorsitzender und Oppositionsführer nachfolgte.

## Rhetorik

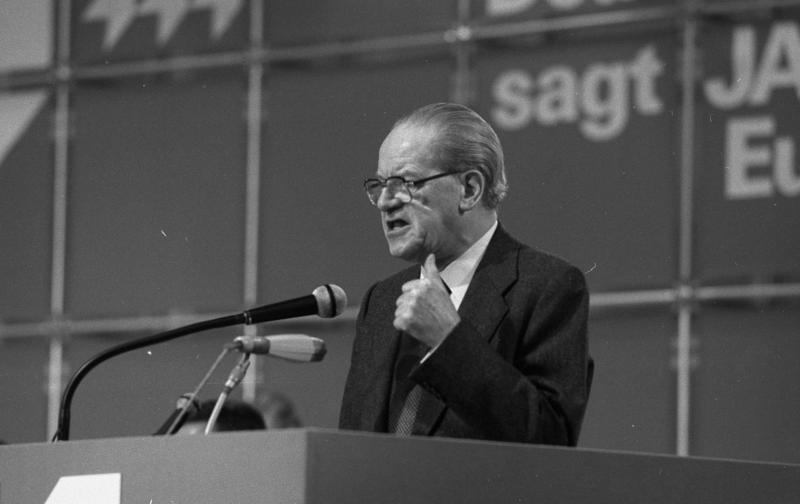
Herbert Wehner (1978)

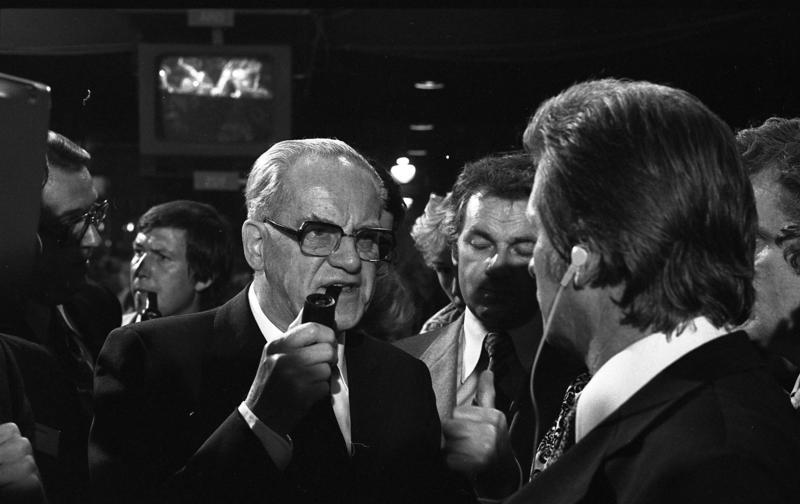
Herbert Wehner redet den ARD-Reporter Ernst Dieter Lueg (r.) am Abend der Bundestagswahl 1976 als Herr Lüg an. Dieser revanchierte sich mit den Worten: „Vielen Dank (…) Herr Wöhner (…).“

Wehner ist der Bundestagsabgeordnete mit den meisten Ordnungsrufen. Er kam im Bundestag – je nach Quelle – auf 57 beziehungsweise 58 Verwarnungen. Werden noch die Rügen als kommunistischer Abgeordneter während seiner Mitgliedschaft im Sächsischen Landtag 1930/31 dazu gezählt, kommt Wehner sogar auf 75 parlamentarische Ordnungswidrigkeiten.
Den CDU-Abgeordneten Jürgen Wohlrabe titulierte Wehner als „Herr Übelkrähe“, Jürgen Todenhöfer als „Hodentöter“. Dem SPD-Abgeordneten Franz Josef Zebisch, der sich über die in den 1960er-Jahren noch übliche alphabetische Sitzverteilung beklagte, empfahl Wehner, sich in „Genosse Arschloch“ umzubenennen.
Wehners Reden waren durchzogen von langen, verschachtelten Sätzen, die immer wieder durch eruptive Äußerungen unterbrochen wurden. Als die CDU/CSU-Fraktion am 13. März 1975 während seiner Rede in einer Debatte zur inneren Sicherheit aus Protest den Plenarsaal verließ, wurde sein daraufhin getätigter Zuruf an die Fraktion zu einer vielzitierten Redensart: „Wer rausgeht, muß auch wieder reinkommen! Ich sage Ihnen Prost, weil Sie wahrscheinlich da [d. h. ins Wirtshaus] hingehen.“ Zuvor hatte Wehner der CDU/CSU-Fraktion vorgeworfen: „Wenn Sie das Wort Marxist hören, geht’s Ihnen so, wie Goebbels damit operiert hat, nicht anders. Sie sind nämlich genauso dumm in dieser Frage, wie jener war; nur war er ganz jesuitisch raffiniert.“
Karl Carstens (CDU) nannte Wehner vor diesem Hintergrund verärgert den „größten Schimpfbold im ganzen Bundestag“, und der ehemalige CDU-Generalsekretär Heiner Geißler bezeichnete ihn – eher anerkennend – als die „größte parlamentarische Haubitze aller Zeiten“.
Auch Journalisten wurden gelegentlich Opfer seiner Rhetorik: Den ARD-Reporter Ernst Dieter Lueg redete Wehner während eines Interviews am Abend der Bundestagswahl 1976 als „Herr Lüg“ an, anstatt die seinerzeit allgemein bekannte, korrekte Aussprache ([luːk]) zu verwenden. Der Reporter revanchierte sich zum Abschied mit den Worten: „Vielen Dank (…) Herr Wöhner (…).“
Während einer Bundestagsdebatte im März 1980 belegte er Helmut Kohl, damals Fraktionsvorsitzender der CDU, mit dem von ihm selbst geschaffenen Schimpfwort „Düffeldoffel“.

## Ehrungen

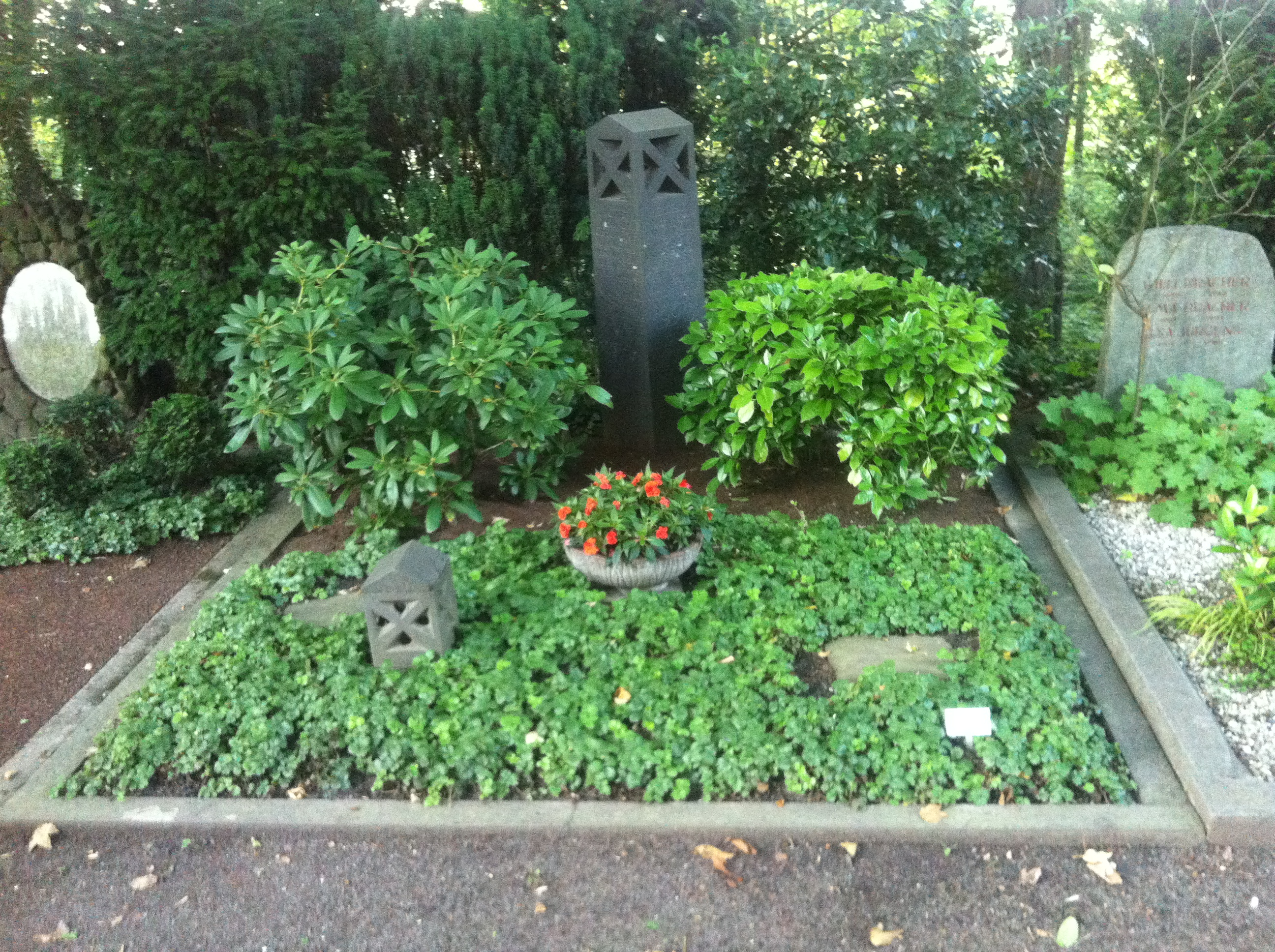
Grab Herbert Wehners, Burgfriedhof, Bonn-Bad Godesberg

1973 erhielt Wehner das Großkreuz des Verdienstordens der Bundesrepublik, 1979 erhielt er den Wenzel-Jaksch-Gedächtnis-Preis, und 1982 und 1984 wurde er Ehrendoktor der Universität Jerusalem. 1984 erhielt er den Polnischen Verdienstorden mit Stern, 1985 den Hans-Böckler-Preis. Wehner wurde 1986 zum Ehrenbürger Hamburgs ernannt, wo er von 1949 bis 1983 direkt gewählter Bundestagsabgeordneter für Harburg gewesen war. Im Jahr 2000 wurde im Stadtteil Hamburg-Harburg ein Teil einer Straße in Herbert-Wehner-Platz umbenannt, an dem eine Wand-Plakette an Wehner erinnert. Der Platz wurde nach umfassender Sanierung am 2. Juli 2023 mit gleichzeitiger Zubenennung nach seiner Frau Greta als Herbert-und-Greta-Wehner-Platz der Öffentlichkeit übergeben. 2006 wurde in Bad Godesberg ebenfalls ein Platz nach ihm benannt, ebenso wie bereits 2001 in seiner Heimatstadt Dresden nahe dem Altmarkt. Dort erinnern ein Denkmal und eine Plakette in der Spenerstraße an den Politiker. Seit 2010 ist das Grab Wehners auf dem Burgfriedhof in Bad Godesberg ein Ehrengrab der Stadt Bonn. Nach ihm ist das Herbert-Wehner-Bildungswerk in Dresden benannt, die dortige Parteizentrale der sächsischen SPD heißt Herbert-Wehner-Haus, und ein weiteres Herbert-Wehner-Haus ist der Sitz der Kreisgeschäftsstelle der SPD im Hamburger Bezirk Harburg, dem ehemaligen Wahlkreis Wehners. – Im Jahr 2000 war Wehner einer der „100 Dresdner des 20. Jahrhunderts“ in der Tageszeitung Dresdner Neueste Nachrichten.

## Herbert-Wehner-Medaille
Von 1997 bis 2013 verlieh die Gewerkschaft ver.di Hamburg – vorher die Deutsche Postgewerkschaft, Region Hamburg – alle zwei Jahre die mit 2000 Euro dotierte Herbert-Wehner-Medaille. Mit dem Preis würdigte die Gewerkschaft Institutionen und Personen, die engagiert gegen rechtsradikale Aktivitäten, Fremdenfeindlichkeit und Gleichgültigkeit kämpfen, durch ihr Engagement und ihren persönlichen Mut zum Vorbild werden und sich so um die Demokratie in Deutschland verdient machen.

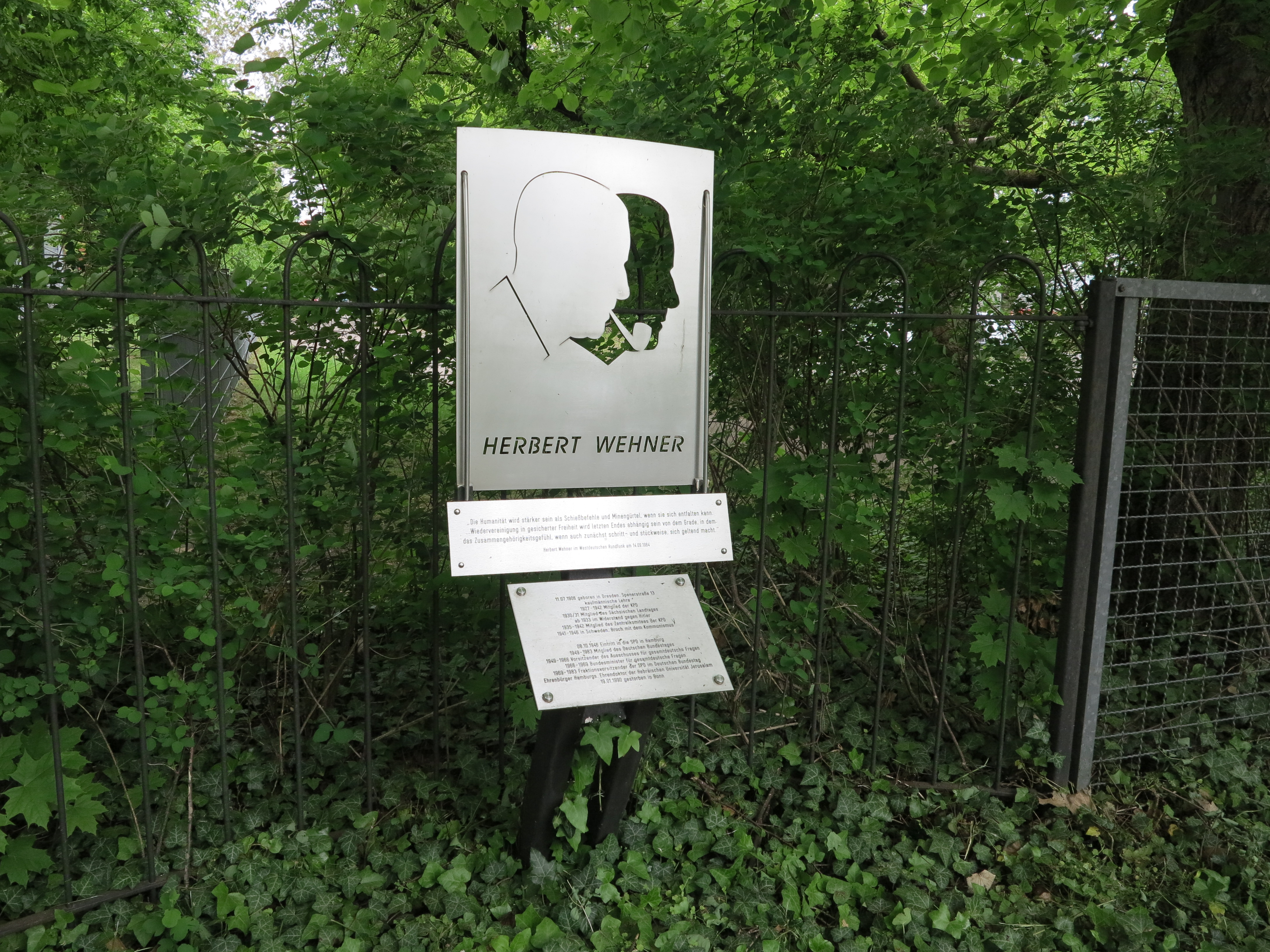
Herbert-Wehner-Denkmal in Dresden Spenerstr. Ecke Kyffhäuser-Straße. Foto Mai 2025

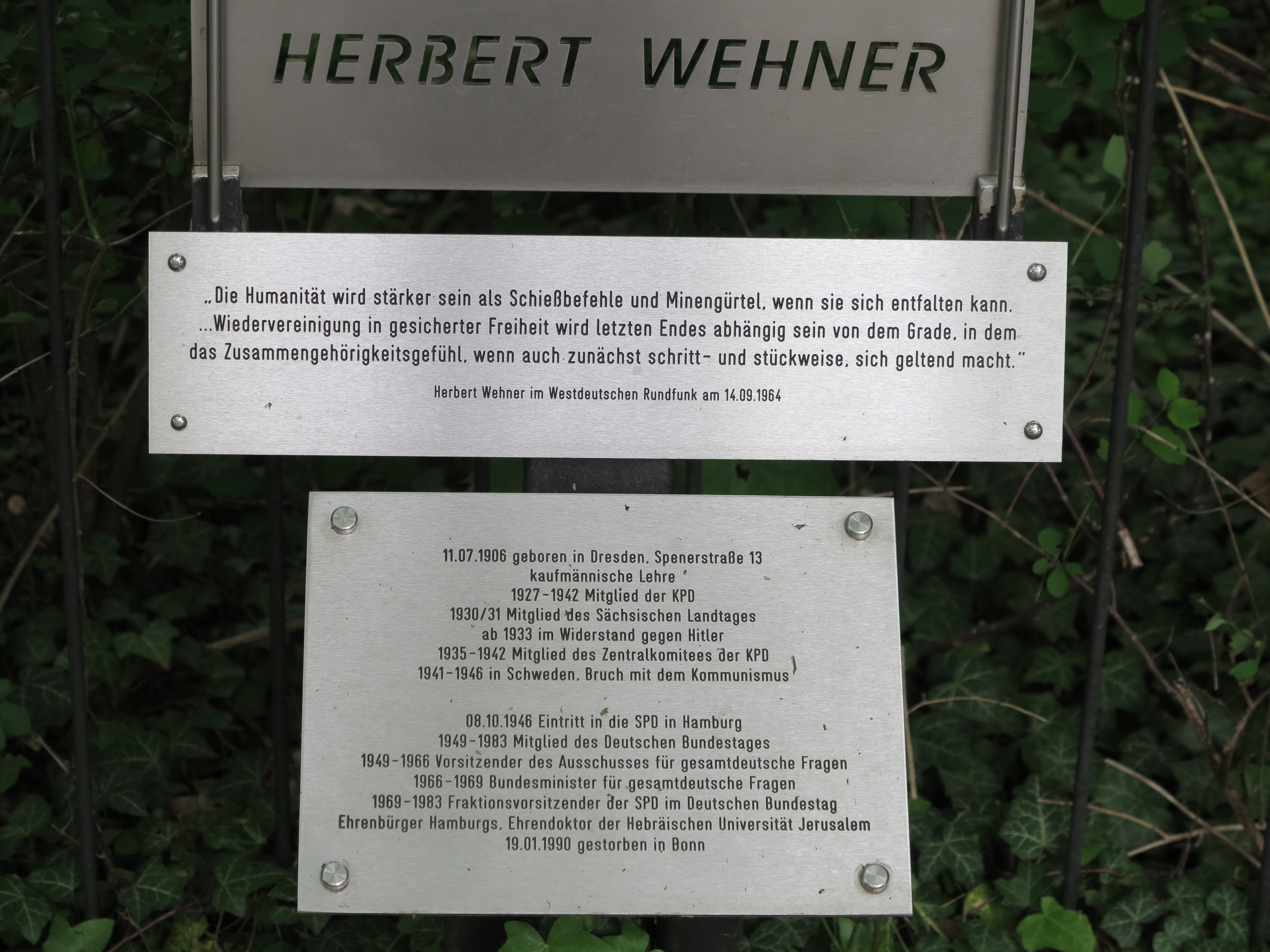
Herbert-Wehner-Denkmal Detail. Foto Mai 2025

## Schriften
- Rosen und Disteln – Zeugnisse vom Ringen um Hamburgs Verfassung und Deutschlands Erneuerung in den Jahren 1848/49. Verlag Christen & Co., Hamburg 1948.
- Sozialdemokratie in Europa. 1965.
- Unsere Nation in der demokratischen Bewährung. In: Jugend, Demokratie, Nation. Bonn 1967, S. 19–32.
- Wandel und Bewährung. 1968.
- Bundestagsreden. Mit einem Vorwort von Willy Brandt, 3. Auflage, Bonn 1970.
- Bundestagsreden und Zeitdokumente. Vorwort Bundeskanzler Helmut Schmidt, Bonn 1978.
- als Hrsg.: Frau Abgeordnete, Sie haben das Wort. 1980.
- Wandel und Bewährung. Ausgewählte Reden und Schriften 1930/1980. (Hrsg. von Gerhard Jahn, Einleitung von Günter Gaus.) Frankfurt am Main 1981, ISBN 3-550-07251-1.
- Zeugnis. (Hrsg. von Gerhard Jahn.) Kiepenheuer & Witsch, Köln 1982, ISBN 3-462-01498-6.
- Selbstbestimmung und Selbstkritik. Erfahrungen und Gedanken eines Deutschen. Aufgeschrieben im Winter 1942/43 in der Haft in Schweden. (Hrsg. von August H. Leugers-Scherzberg, Geleitwort Greta Wehner.) Kiepenheuer & Witsch, Köln 1994, ISBN 3-462-02340-3.
- Christentum und Demokratischer Sozialismus. Beiträge zu einer unbequemen Partnerschaft. Hrsg. Rüdiger Reitz, Dreisam Verlag, Freiburg i. Br. 1985, ISBN 3-89125-220-X.

## Filme über Herbert Wehner
- Wehner – die unerzählte Geschichte, Doku-Drama, 1. Teil: Die Nacht von Münstereifel, 102 Min., 2. Teil: Hotel Lux, 106 Min., 1992/93, Buch und Regie: Heinrich Breloer, Produktion: WDR, NDR, Erstausstrahlung: ARD, 31. März 1993, mit Ulrich Tukur als jungem Wehner und Heinz Baumann als altem Wehner.

## Hörbuch über Herbert Wehner
- Sie Düffeldoffel da! von Jürgen Roth, Erzähler Gert Heidenreich mit Beiträgen von Thomas Freitag, Herman L. Gremliza und Dieter Hildebrandt und zahlreichen Originalmitschnitten. 159:43 Minuten, Verlag Antje Kunstmann GmbH, München 2010, ISBN 978-3-88897-694-0